# Szömörcefélék
A szömörcefélék (Anacardiaceae) a kétszikűek osztályába tartozó szappanfavirágúak egyik családja. Mintegy hatszáz fajuk van: alig tucatnyi kivételével a trópusokon és szubtrópusokon. Magyarországon legismertebb képviselőik a sárga cserszömörce (parókafa, Cotinus coggygria) és az ecetfa (torzsás szömörce, Rhus typhina L.).
Apró, egy- vagy kétivarú virágaik többnyire sokvirágú bugákba egyesülnek. Öt csésze- és öt sziromlevelük van, de utóbbiak hiányozhatnak is. Öt, tíz vagy sok porzójuk van; a termésük makk vagy csonthéjas – ritkán bogyó, sőt álgyümölcs is lehet. Szöveteikben tejnedvet, illóolajakat, balzsam- és nyálkaanyagokat, valamint fenolvegyületeket halmoznak fel.
Téli pihenő időszakuk a legtöbb növénycsaládénál jóval tovább tart.
Fás szárú növények. Váltakozóan álló leveleik egyszerűek vagy ágasak; pálhalevelük nincs. Többet termesztenek: egyeseket gyantájukért vagy mézgájukért, másokat ehető terméseikért.
Legismertebb fajaik:
- mangófa (Mangifera indica),
- pisztáciafa (Pistacia vera),
- kesu (Anacardium occidentale),
- édes tahitiszilva (Spondias dulcis Soland. avagy Spondias cytherea Sonnerat) – ez a gazdaságilag legjelentősebb faj
- imbu (Spondias tuberosa),
- ambarella (Spondias cytherea)
- vörös mombin (Spondias mombin)
- sárga mombin (Spondias lutea).

## Különböző szömörceféle termések

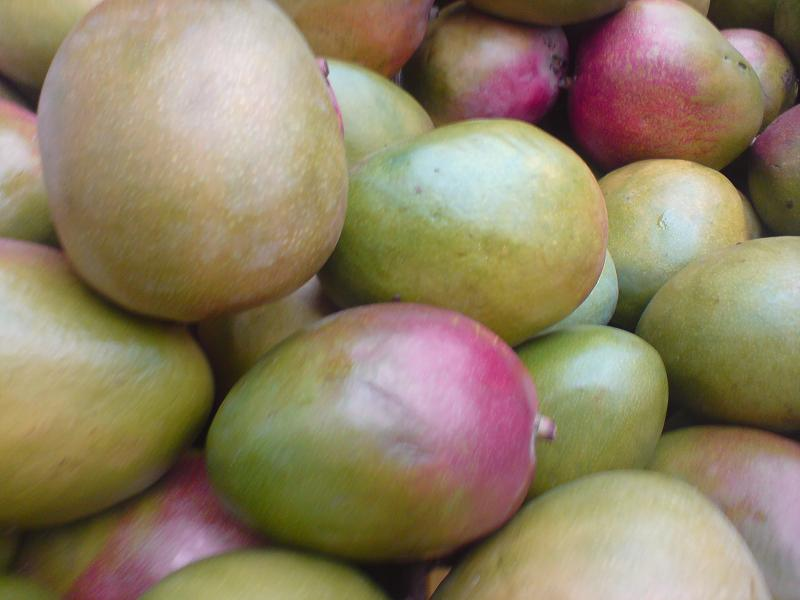
Mangó (Mangifera indica)
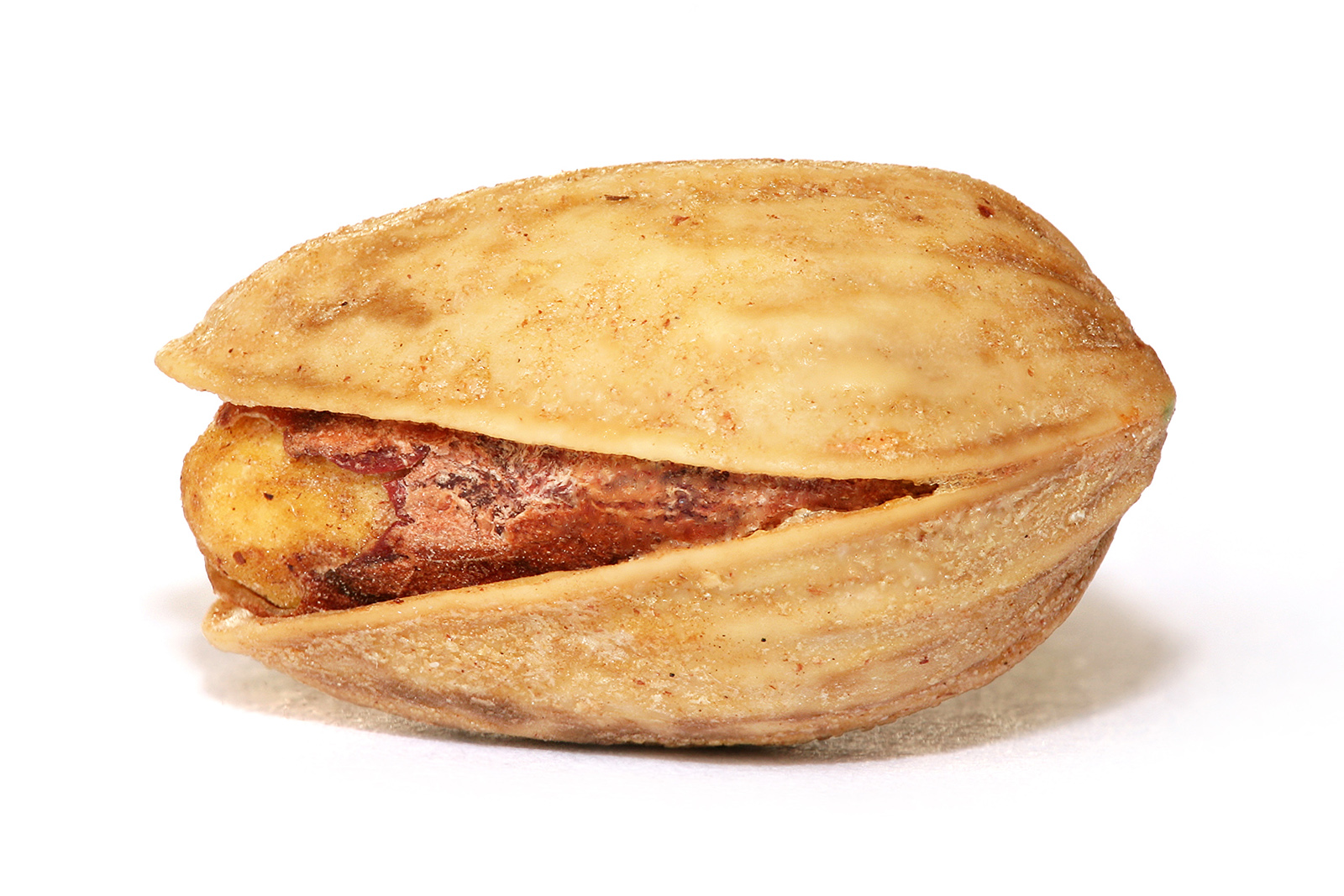
Pisztácia (Pistacia vera)
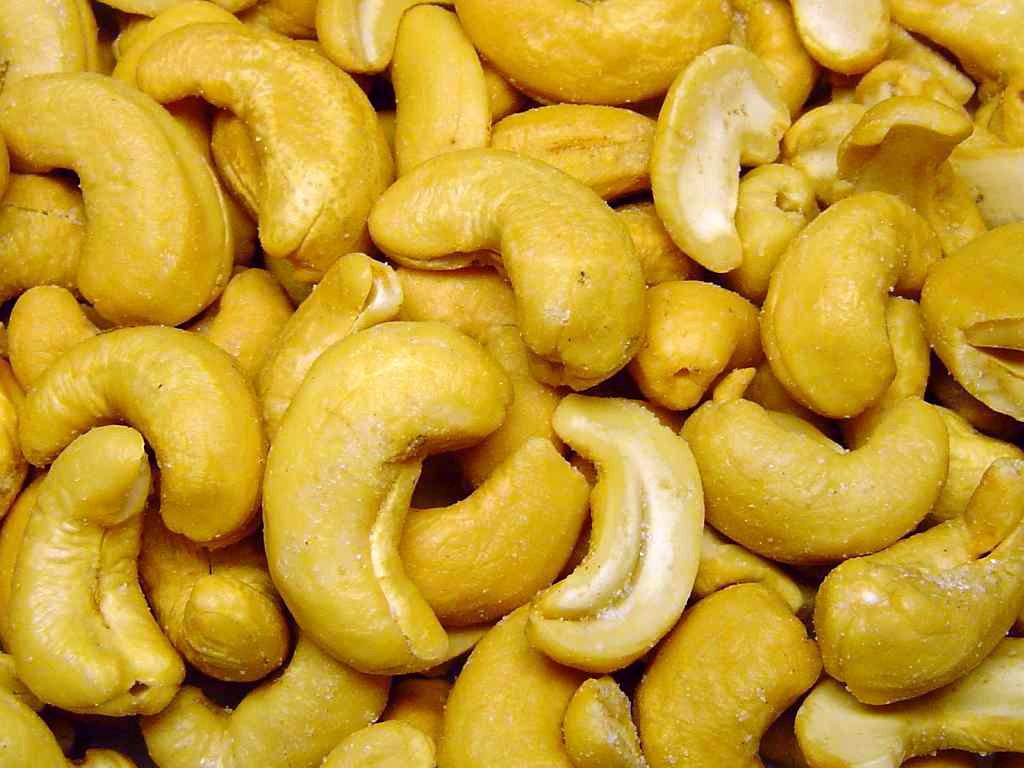
Kesu (Anacardium occidentale)